# Nel Boer-den Hoed
Petronella Maria (Nel) Boer-den Hoed (Leiden, 6 juli 1899 - Amsterdam, 28 januari 1973) was van 1960 tot 1969 hoogleraar taal- en letterkunde der Scandinavische volken aan de Universiteit van Amsterdam. Zij was ook actief als vertaalster van Deense en Zweedse literatuur en stelde het eerste volwaardige Nederlands-Zweedse woordenboek samen.

## Biografie
Nel den Hoed was de dochter van een legerofficier. Omdat haar vader regelmatig werd overgeplaatst woonde zij als kind in Leiden, Deventer, Den Haag, Assen en Breda. Na haar eindexamen gymnasium in 1917 ging ze Nederlands studeren aan de Universiteit Utrecht. Ze deed in 1920 haar kandidaatsexamen; vervolgens studeerde ze Oudgermaans en Oudijslands bij Richard Constant Boer, hoogleraar aan de Universiteit van Amsterdam. In 1923 deed zij daar doctoraalexamen Oudijslands. Ze studeerde enige tijd in Kopenhagen en bij de beroemde taalgeleerde Axel Kock in Lund. In 1927 deed zij doctoraalexamen Zweeds. Op 5 juni 1928 promoveerde ze met een proefschrift over de Hemingsrímur, een Oudijslandse tekst. R.C. Boer was haar promotor en werd in 1931 bovendien haar schoonvader door haar huwelijk met zijn zoon Johannes. Ze kregen drie kinderen en scheidden in 1948.
Van 1929 tot 1960 was Nel Boer-den Hoed lector taal- en letterkunde der Scandinavische volken aan de Universiteit van Amsterdam, waar ze op 4 maart 1960 werd benoemd tot hoogleraar. Haar oratie ging over de Völuspá, een van de gedichten uit de Edda. Haar wetenschappelijk werk had meest betrekking op het Oudijslands. Zij ging in 1969 met emeritaat.
Nel Boer-den Hoed is ook bekend als literair vertaler van boeken uit het Deens en Zweeds, waaronder de sprookjes van Andersen en romans van de Zweedse schrijvers Hjalmar Bergman en Pär Lagerkvist. Ook stelde zij het eerste volwaardige Zweeds-Nederlands/Nederlands-Zweedse woordenboek samen. Voor de Winkler Prins Encyclopedie schreef zij lemma's over Scandinavische letterkunde.

## Publicaties

### Wetenschappelijk werk (selectie)
- Hemingsrímur. 1928 (Dissertatie Amsterdam).
- Zweedse spraakkunst. 1936.
- Zweeds handwoordenboek - deel 1. Zweeds-Nederlands. 1946.
- Zweeds leesboek. 1947.
- Zweeds handwoordenboek - deel 2. Nederlands-Zweeds. 1953.

### Vertalingen (selectie)
- Hjalmar Bergman. Katja in rok. 1937.
- H.C. Andersen. Sprookjes, vertellingen en reisverhalen. 1941 (In samenwerking met Marie Gijsberta Nijland-van der Meer en Annie Romein-Verschoor).
- Rune Lindström. Een spel van een weg die ten hemel voert. 1946.
- H.C. Andersen. De rode schoentjes. 1948.
- F.G. Bengtsson. Rode Orm. 1955.
- Meesters der Zweedse vertelkunst. Zweedse novellen. 1956.
- Pär Lagerkvist. De priesteres van Delphi. 1957.